# Campylodoniscus ameghinoi
Campylodoniscus ameghinoi (gr." diente curvo") es la única una especie conocida del género dudoso  extinto Campylodoniscus dinosaurio saurópodo posiblemente titanosauriano, que vivió a finales del Cretácico, hace aproximadamente 83 a 65 millones de años, entre el Campaniense y el Maastrichtiense, en lo que hoy es Argentina. La edad de Campylodoniscus está en duda, podría ser del Cenomanian , hace unos 95 millones de años, o el Campaniense- Maastrichtiense, de unos 70 millones de años. A veces se estima que tiene alrededor de 20 metros de longitud. Campylodoniscus es probablemente un miembro de Titanosauria. Algunos investigadores lo consideran un nomen dubium.
La especie tipo, C. ameghinoi fue descrita por Friedrich von Huene en 1929 que lo llamó como Campylodon, que estaba pre-ocupado, siendo cambiado por Haubold y Kuhn en 1961 al nombre actual. El nombre del género que significa 'diente doblado', del griego καμπυλος, 'doblado' o 'curvo' (como un arco) y ὀδών significado 'diente'. El nombre específico honra a Florentino Ameghino . En 1961, Oskar Kuhn notó que el nombre estaba ocupado por un pez y renombró el género en Campylodoniscus, el diminutivo.
Está representado por el holotipo MACN A-IOR63, un maxilar incompleto con dientes con coronas espatuladas más amplias que las de los diplodócidos, pero no tan amplias como las de los camarasáuridos y absolutamente diferente de los dientes delgados y minúsculos en forma de clavijas de Antarctosaurus y Alamosaurus, teniendo una forma intermedia entre todos estos. Un segundo maxilar descrito Huene y Matley en 1933 del último cretácico fue encontrado en la India, los dientes faltan, no obstante el fósil es alto y robusto, como en camarasáuridos. Debido al estado incompleto de los dos maxilares, no pueden ser comparados críticamente y no se puede decir de manera alguna que estén relacionados. Se ha propuesto que se trata de un titanosauriano basal que sobrevivió hasta fines del Cretácico.